# Franco-Ténois

Na vlajce Franco-Ténois je zobrazen lední medvěd, polovina bourbonské lilie a polovina sněhové vločky

Franco-Ténois je označení pro francouzsky mluvící obyvatele Severozápadních teritorií v Kanadě. Název pochází od francouzské zkratky TNO (Territoires de Nord-Ouest). Jejich počet se odhaduje na zhruba tisíc, což je asi dva a půl procenta všech obyvatel Severozápadních teritorií. 
Francouzští lovci a obchodníci přicházeli do oblasti od 18. století, Laurent Leroux byl prvním Evropanem, který navštívil Velké Otročí jezero. Od roku 1984 je francouzština jedním z jedenácti oficiálně uznávaných jazyků Severozápadních teritorií. Populace Franco-Ténois je však rozptýlená, což je důvod, proč hlavně mladá generace často přestává francouzštinu používat.